# Florence Jaffray Harriman
Florence Jaffray Harriman, född 1870, död 1967, var en amerikansk diplomat och rösträttskvinna. Hon var deltagare i Inter-Allied Women's Conference i Paris år 1919.